# Тишинин, Александр Анфимович
Александр Анфимович Тишинин (Тишенинов) (1789—1844) — генерал-майор, участник Отечественной войны 1812 года, командир Петербургского арсенала.

## Биография
Сын капитан-лейтенанта, небогатого дворянина Ярославской губернии, родился в 1789 году и, по окончании образования во 2-м кадетском корпусе, выпущен в 1807 году подпоручиком в 21-ю артиллерийскую бригаду и всю службу провёл в артиллерии.
На второй год своей службы Тишинин получил боевое крещение в русско-шведской войне 1808—1809 годов, и принимал участие в сражениях при кирке Пихаиоке, при Сикаиоках (за отличие был награждён орденом Св. Владимира 4-й степени), при кирке Лаппо, под командой генерал-лейтенанта Раевского бился при кирке Куртанэ, и под начальством генерал-лейтенанта графа Каменского 2-го был в деле при деревне Рацкале. По окончании войны был переведён в 1-ю понтонную роту 5-й артиллерийской бригады.
В 1812 году, в рядах 14-й артиллерийской бригады, Тишинин принял участие в отражении нашествия Наполеона в Россию, был в сражениях при Смоленске, на Шевардинском редуте, при Тарутине и за боевые отличия получил чины поручика и штабс-капитана, за Бородинское сражение был 19 декабря 1812 года награждён золотой шпагой с надписью «За храбрость».
В Заграничном походе 1813—1814 годов под командой графа Милорадовича находился в сражениях при Бауцене, Лютцене и Дрездене. Завершающую кампанию во Франции Тишинин провёл в составе 18-й артиллерийской бригады.
В 1819 году он был назначен командующим батарейной № 4 ротой в 11-й артиллерийской бригаде; в 1821 году, после производства в подполковники, снова переведён в 1-ю артиллерийскую бригаду.
В 1824 году Тишинин покинул строевую службу по болезни и был назначен командиром Ревельского артиллерийского гарнизона; в 1836 году, в чине полковника (произведён в 1832 году), назначен командиром Петербургского арсенала; на этой должности в 1841 году произведён в генерал-майоры.
Среди прочих наград Тишинин имел орден Св. Георгия 4-й степени, пожалованный ему 3 декабря 1834 года за беспорочную выслугу 25 лет в офицерских чинах.
Скончался Тишинин 19 ноября 1844 года, похоронен в Санкт-Петербурге на Митрофаниевском кладбище.
Его сын, Николай, был полковником лейб-гвардии Гренадерского полка.